# 約納坦·希爾伯特
約納坦·希爾伯特（德語：Jonathan Hilbert，1995年4月21日—），德國田徑運動員，他代表德國隊參加了日本舉行的2020年夏季奧林匹克運動會，並且在男子50公里競走比賽上獲得銀牌（3:50:44）。